# 波雷雅
波雷雅（1911年8月30日—1978年11月29日），本名拉佩，缅甸的军官，“三十志士”之一，曾担任过缅甸国防军统帅和缅甸副总理。